# 謝傑 (龍溪)
謝傑（1459年—？），字循卿，福建漳州府龍溪縣人，軍籍，明朝政治人物。

## 生平
成化十九年（1483年）癸卯科福建鄉試第六十二名舉人，弘治九年（1496年）中式丙辰科會試第三十九名，二甲第五十五名進士。

## 家族
曾祖謝子珍；祖父謝世寧；父謝仕哲，母郭氏。